# Buccinasco Castello
Buccinasco Castello (Buccinasch Castell in dialetto milanese, AFI: [byʧiˈnask kasˈtɛl]) è una frazione del comune di Buccinasco.

## Geografia fisica
Buccinasco Castello è un borgo agricolo appartenente alla famiglia Cossa. Chiamato così per la presenza dell'antico castello, di loro appartenenza, su cui fu costruito un feudo nel 1723. Il suo territorio si estende a sud-ovest di Milano, a circa 2 km a sud del centro di Buccinasco, cioè l'area di Romano Banco, a nord, e ad 1 km dall'abitato di Gudo Gambaredo, a sud. È interamente costituito da campagna, all'interno del Parco Agricolo Sud Milano. Si trova appena all'esterno dell'area delimitata dalla Tangenziale Ovest di Milano.

## Storia

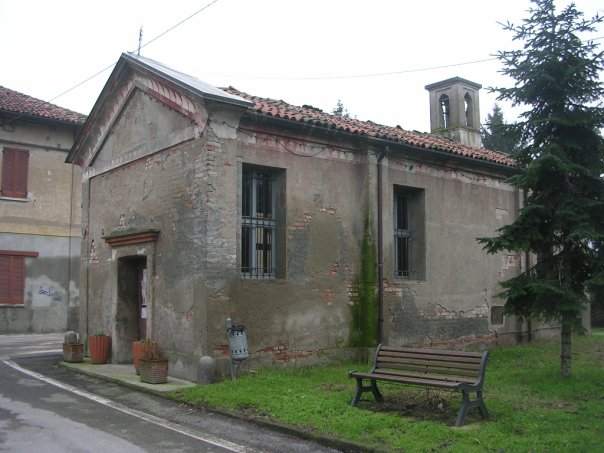
Chiesa di Buccinasco Castello (1290 circa)

In questa area probabilmente vi fu un antico insediamento in epoca etrusca, intorno al 300-600 a.C.
Il primo testo ove si menziona Buccinasco è il Liber notitiae Sanctorum Mediolani, redatto intorno al 1290 da Goffredo da Bussero. Buccinasco apparteneva alla pieve di Cesano Boscone.
Il paese ottenne la completa autonomia tra il 1332 ed il 1447.
A Buccinasco Castello (o semplicemente Buccinasco), centro e nucleo storico dell'attuale comune, furono inglobati nel 1841 i comuni di Rovido, Romano Banco e Gudo Gambaredo, tutti parte della stessa parrocchia. Nel 1870 vennero inglobati anche i comuni di Grancino e Ronchetto sul Naviglio. Questo venne annesso ed inglobato a Milano nel 1923. Tutti questi comuni erano in realtà villaggi rurali di poche centinaia d'abitanti.
Poco dopo l'unità, nel 1866, il comune di Buccinasco aveva, ai confini dell'epoca, 924 abitanti così ripartiti: Buccinasco Castello 192, Gudo Gambaredo 193, Romano Banco 165, Rovido 135, cascine sparse 239. I comuni di Grancino e Ronchetto sul Naviglio, prossimi all'annessione, avevano circa 150 abitanti ciascuno compresi quelli delle cascine sparse.
Buccinasco Castello, che è da sempre stato il centro che amministrava le borgate circostanti di Gudo Gambaredo, Romano Banco e Rovido, solo negli anni sessanta, con la forte immigrazione dal Meridione e la grande crescita dell'area di Romano Banco, ha perso la sua leadership a favore di quest'ultimo, dove sono state spostate anche le sedi municipali.

## Monumenti e luoghi d'interesse

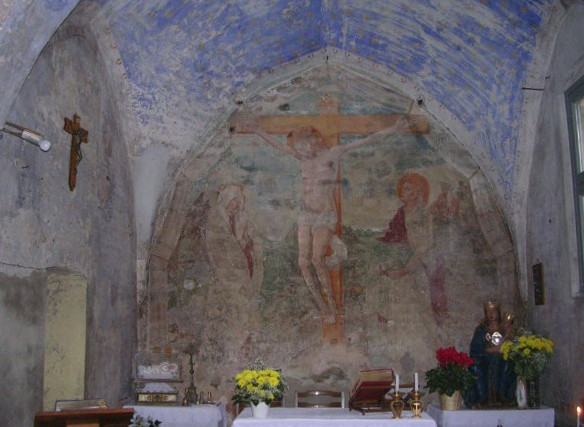
Affresco della Crocifissione, nella chiesa di Buccinasco Castello

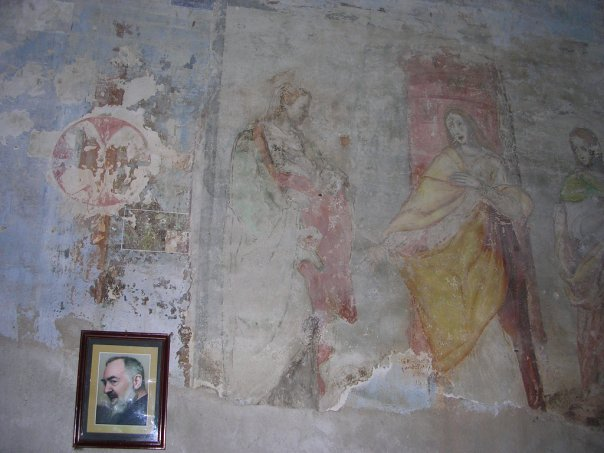
Affresco delle Tre sante, nella chiesa di Buccinasco Castello

- Castello visconteo: Castello costruito a fine Trecento che fu risistemato nel Quattrocento-Cinquecento assumendo le caratteristiche odierne: planimetria quadrata, con portico e loggetta[1], su due piani. Nel 1463 è attestatata nel castello la presenza di Ludovico il Moro. Il Castello visconteo dà il nome alla frazione. Il castello si trova nello stesso comune ma ad alcuni chilometri dal complesso della Cascina Fagnana[2].
- Chiesetta della Beata Vergine Assunta (Chiesetta San Michele): risale a circa fine Duecento, secondo quanto risulta dalle cronache di Goffredo da Bussero nel Liber notitiae sanctorum Mediolani. Oggi l'edificio religioso, che dipende dalla chiesa di Romano Banco, è di proprietà dei conti Brivio-Sforza. In questa chiesetta c'è un affresco del 1480 che riproduce la Crocifissione: ai piedi della Croce, san Giovanni Battista e la Vergine Maria. È probabile che l'autore dell'opera sia Zanetto Bugatto. La chiesa presenta anche un affresco con le tre sante Martiri: Agata, Barbara e Apollonia. Quest'ultima opera è posteriore alla precedente ed è stata realizzata, da un artista anonimo, probabilmente come ex voto per proteggere i raccolti dagli eventi climatici. Le due opere rischiano di scomparire a causa dell'umidità presente nella chiesa.[3]